# PAX (esdeveniment)
Els PAX (en un principi coneguts com a Penny Arcade Expo) són una sèrie de festivals realitzats en les ciutats de Seattle i Boston als Estats Units, i Melbourne a Austràlia, sobre els videojocs i els jocs de taula. Van ser creats per Jerry Holkins i Mike Krahulik, els autors del webcomic Penny Arcade, perquè volien anar a un esdeveniment que donara la mateixa importància als jugadors de videojocs per a PC, de consoles i de jocs de taula.
Creada en 2004 l'organització, l'esdeveniment ha sigut reconegut com una data de celebració de la cultura gamer. Les característiques més notòries dels festivals inclouen una presentació d'una figura estel·lar de la indústria dels videojocs, concerts inspirats en la cultura dels jugadors, xarrades sobre videojocs, parades de desenvolupadors, tant de grans distribuïdors com d'independents, una LAN Party, tornejos de jocs de taula, i àrees per a jugar videojocs lliurement. Cada PAX també inclou l'Omegathon, un torneig que dura tot el festival i que consisteix en un grup de participants triats a l'atzar que competeixen per un premi gran. La ronda final de l'Omegathon és la cerimònia final del PAX. Entre els jocs que han sigut inclosos en la ronda final han estat Tetris, Pong, Halo 3, i Skee ball.

## Història
El primer Penny Arcade Expo es va dur a terme el 28 i 29 d'agost de 2004 a Bellevue, Washington, en el Maydenbauer Center, i van participar unes 3.300 persones. L'esdeveniment va ser realitzat cada any a l'agost, en el mateix lloc, durant els següents dos anys. El nombre de visitants va créixer ràpidament, amb més de 9.000 en 2005, i més de 19.000 en 2006.
El 2007 l'esdeveniment va comptar amb més gent de la qual podia albergar l'emplaçament original, així que va ser traslladat al Washington State Convention and Trade Center, que era dues vegades més gran. En 2007 es van registrar 39.000 visitants. El 2008 aquest nombre va créixer a 58.500, i en 2009 va créixer a 60.750.
El 2010 el PAX va realitzar el seu primer esdeveniment en la costa est dels Estats Units. El PAX East de 2010 es va dur a terme a Boston, entre el 26 i el 28 de març, al Hynes Convention Center. El nombre de visitants va ser similar al del PAX 2009; PAX East 2010 va rebre la visita de 52.290 persones. A partir de llavors el festival original de Washington ha sigut conegut com a PAX Prime (o PAX West) per a evitar confusions entre els dos. PAX Prime va rebre la visita de 67.600 persones, i va tenir esdeveniments en altres locals per primera vegada.
PAX Prime 2011 va rebre la visita de més de 70.000 persones. Durant dels dos dies abans del PAX Prime es va dur a terme un esdeveniment anomenat PAX Dev; era exclusiu per a la comunitat de desenvolupadors de videojocs, no es va permetre entrar a la premsa i va comptar amb la participació de 750 persones. Aquest esdeveniment suplementari va ser creat com un fòrum en el qual "els desenvolupadors pogueren expressar-se lliurement i centrar-se del tot en la seua labor". El mateix any, el segon PAX East es va realitzar al març de 2011 en un nou lloc; el Boston Convention and Exhibition Center.
PAX East 2012 va tenir lloc entre el 6 i el 8 d'abril, i el PAX Prime entre el 31 d'agost el 2 de setembre durant el cap de setmana del Dia del Treball als Estats Units.
PAX East 2013 va tenir lloc entre el 22 i el 24 de març. El 2003 va destacar per ser el primer any en què un esdeveniment del PAX se celebrava fora dels Estats Units; PAX Austràlia 2013 es va dur a terme entre el 19 i el 21 de juliol de 2013 al Melbourne Showgrounds. PAX Prime 2013 va ser el primer PAX en durar quatre dies i es va celebrar entre el 30 d'agost i el 2 de setembre de 2013. Els passes per al PAX Prime 2013 es van exhaurir en només sis hores.
A principis de 2012 es va arribar a un acord que va estendre el PAX East a Boston fins al 2013. El 2013 es va anunciar que el PAX Austràlia 2014 seria traslladat al Melbourne Convention and Exhibition Center i tindria lloc entre el 31 d'octubre i el 2 de novembre.